# Paon (entreprise)
Pour les articles homonymes, voir Paon (homonymie).
Paon (パオン en japonais) est une entreprise basée au Japon qui exerce son activité dans le développement de jeux vidéo. À la suite d'un partenariat avec Nintendo, l'entreprise développe des jeux comme DK: King of Swing, DK: Jungle Climber et Donkey Kong Jet Race.
D'ancien employés de l'entreprise Data East qui vient de faire faillite, créent Paon et achètent les droits de certains jeux comme Karnov, Atomic Runner, Windjammers, la trilogie Vapor Trail et Glory of Heracles qui appartiennent tous aujourd'hui à la société successeur Paon DP,. Paon portent progressivement les jeux sur la Console virtuelle de la Wii, sur Game Boy Advance, DS et PlayStation 2.
En 2015, Paon est fusionné avec DP Inc., qui forment Paon DP Inc.

## Jeux développés
- New Horizon English Course 1 (Nintendo DS)
- New Horizon English Course 2 (Nintendo DS)
- New Horizon English Course 3 (Nintendo DS)
- The Wild Rings (2003, Microsoft Studios, Xbox)
- DK: King of Swing (2005, Nintendo, Game Boy Advance)
- Donkey Kong Jet Race (2007, Nintendo, Wii)
- DK: Jungle Climber (2007, Nintendo, Nintendo DS)
- Glory of Heracles (2008, Nintendo, Nintendo DS)
- Klonoa: Door to Phantomile (2008, Namco (JP)/ Bandai Namco Games (US), Wii)